# Yame, Fukuoka
Yame (八女市 Yame-shi, Bát Nữ) là một thành phố thuộc tỉnh Fukuoka, Nhật Bản. Thành phố được thành lập ngày 01 tháng 4 năm 1954. Đến năm 2003, dân số thành phố là 39.372 trên tổng diện tích 39,34 km², mật độ 1.000,81 người/km².
Ngày 01 tháng 10 năm 2006, thị trấn Jōyō, thuộc huyện Yame được sáp nhập vào Yame.
Ngày 01 tháng 2 năm 2010, các thị trấn Kurogi và Tachibana, và các làng Hoshino và Yabe, tất cả thuộc huyện Yame, được sáp nhập vào Yame.